# Klaus-Michael Vent

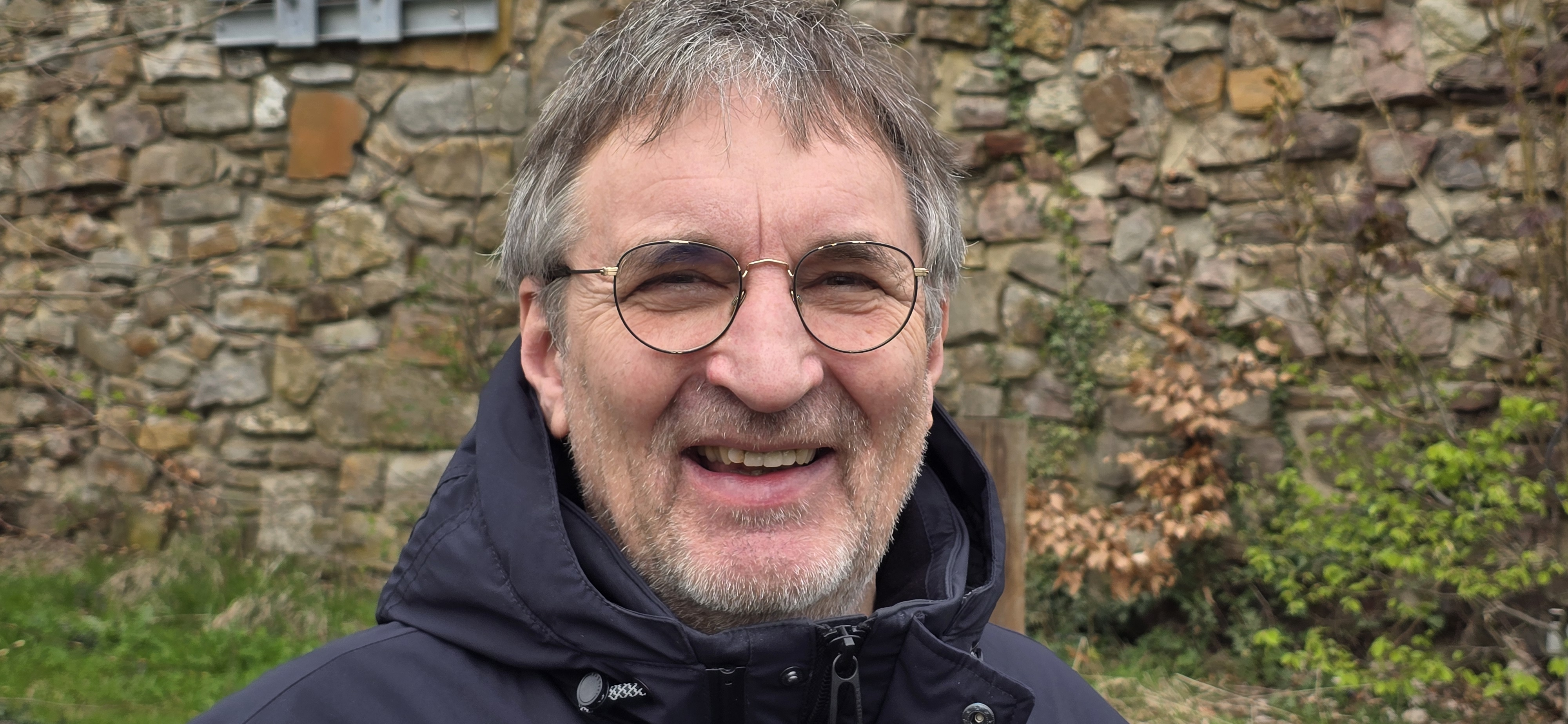
Klaus-Michael Vent, 2024

Klaus-Michael Vent (* 14. März 1957 in Stolberg (Rheinland)) ist ein deutscher Autor und Schriftsteller von Sachbüchern und Romanen.

## Leben und Ausbildung
Nach dem Abitur am Goethe-Gymnasium in Stolberg studierte er von 1976 bis 1982 Englisch und Französisch auf Lehramt (Sekundarstufe I und II) an der RWTH Aachen und dazwischen von 1980 bis 1981 am Sheffield City Polytechnic in England. Seine Referendarzeit von 1983 bis 1986 an Gymnasien und Berufsschulen schloss er mit dem II. Staatsexamen erfolgreich ab.
Es folgte eine Ausbildung zum Organisationsprogrammierer an der Siemens Schule für Kommunikations- und Datentechnik in Düsseldorf.
Seit 1987 ist er Organisationsprogrammierer, Systemanalytiker und Software-Entwickler in verschiedenen Unternehmen in den Bereichen Versicherungen, Börse, Bildungswesen, Verlage. Als Lehrer hat er von 2004 bis 2005 gearbeitet, u. a. am Goethe-Gymnasium in Stolberg.
Klaus-Michael Vent lebt heute in Erkelenz.

## Arbeiten
Er verfasste jedes Jahr Artikel zum Jahrbuch Aktuell (Lexikon der Gegenwart) aus dem Harenberg Verlag zwischen den Jahren 1997 – 2007 zu den Themen Börse, Computer, Telekommunikation und Unterhaltungselektronik.
Unter dem Pseudonym Michael Sullivan – das er schon seit 1975 benutzt – schreibt er Horror- und Science-Fiction-Geschichten sowie Western.
Für die Heftromanreihe Terra Astra aus dem Moewig-Verlag schrieb er die Nummern 534, 593, 596, 599 und 609.
Im Atlantis Verlag veröffentlicht er diverse Bücher, u. a. die ungekürzte Version von Valerian der Söldner.
In der Heftreihe Vampir-Horror-Romane im Erich Pabel Verlag veröffentlichte er die Nummer 395 (Im Spukschloss).
Für den Ersten Deutschen Fantasy Club schreibt er Artikel, Rezensionen und Kurzgeschichten.

### Weitere Werke (Auswahl)
- Opfer für Manitu ISBN 9781500962210.
- Der Murmler und andere Gestalten ISBN 9781482799156.
- Durch die ZEIT und durch den Raum ISBN 9781481001403.
- Indianersommer ISBN 9781478295525.
- Der Hexenjäger ISBN 9781479355822.